# Resolució 251 del Consell de Seguretat de les Nacions Unides
La Resolució 251 del Consell de Seguretat de les Nacions Unides, aprovada per unanimitat el 2 de maig de 1968, després de reafirmar la resolució 250 (1968), deplora profundament que Israel hagi celebrat una desfilada militar a Jerusalem el 2 de maig, desatenent la decisió adoptada per unanimitat pel Consell en la resolució 250.